# Домбаль, Томаш Францевич
То́маш Фра́нцевич Домба́ль (пол. Tomasz Dąbal; 29 декабря 1890, Лобув, Тарнобжегский уезд — 21 августа 1937, Москва) — деятель польского революционного движения, затем советский партийный деятель. Академик АН БССР (1933).

## Биография
Изучал право в Вене и медицину в Кракове. В 1911 году вступил в Польскую крестьянскую партию. С 1917 года служил в австрийской армии, поручик. Осенью 1918 года возглавил, вместе с ксендзом Эугениушем Оконём, крестьянские волнения в Тарнобжеге и 6 ноября на митинге провозгласил создание Тарнобжегской республики. После подавления волнений польскими армейскими соединениями вместе с Оконём в 1919 году был избран в учредительный сейм Польши и организовал Крестьянскую радикальную партию (пол. Chłopskie Stronnictwo Radykalne). В сентябре 1920 года вступил в Коммунистическую партию Польши, в июле 1921 года вместе со Станиславом Ланцуцким сформировал в польском Сейме фракцию коммунистов. В ноябре 1921 года лишён депутатской неприкосновенности, арестован и осуждён на 10 лет тюрьмы.
В 1923 году в рамках обмена заключёнными между Польшей и СССР выехал в Советский Союз. Занимался созданием Крестьянского интернационала, в 1923—1928 годах был заместителем его генерального секретаря. Затем вице-президент Белорусской академии наук (1932—1934), директор Института экономики АН БССР, член ЦК КП(б) Беларуси, член ЦИК БССР. Затем в Москве, редактировал газету на польском языке «Советская трибуна» (пол. Trybuna Radziecka), заведовал кафедрой Московского института механизации и электрификации им. В. М. Молотова.
Арестован 29 декабря 1936 года по делу т.н. «Польской военной организации». Не выдержав допросов и пыток, оговорил товарищей ещё по польскому революционному движению, что привело и к их арестам и смерти, репрессиям против их жён и мужей. Расстрелян. Реабилитирован в 1955 году.

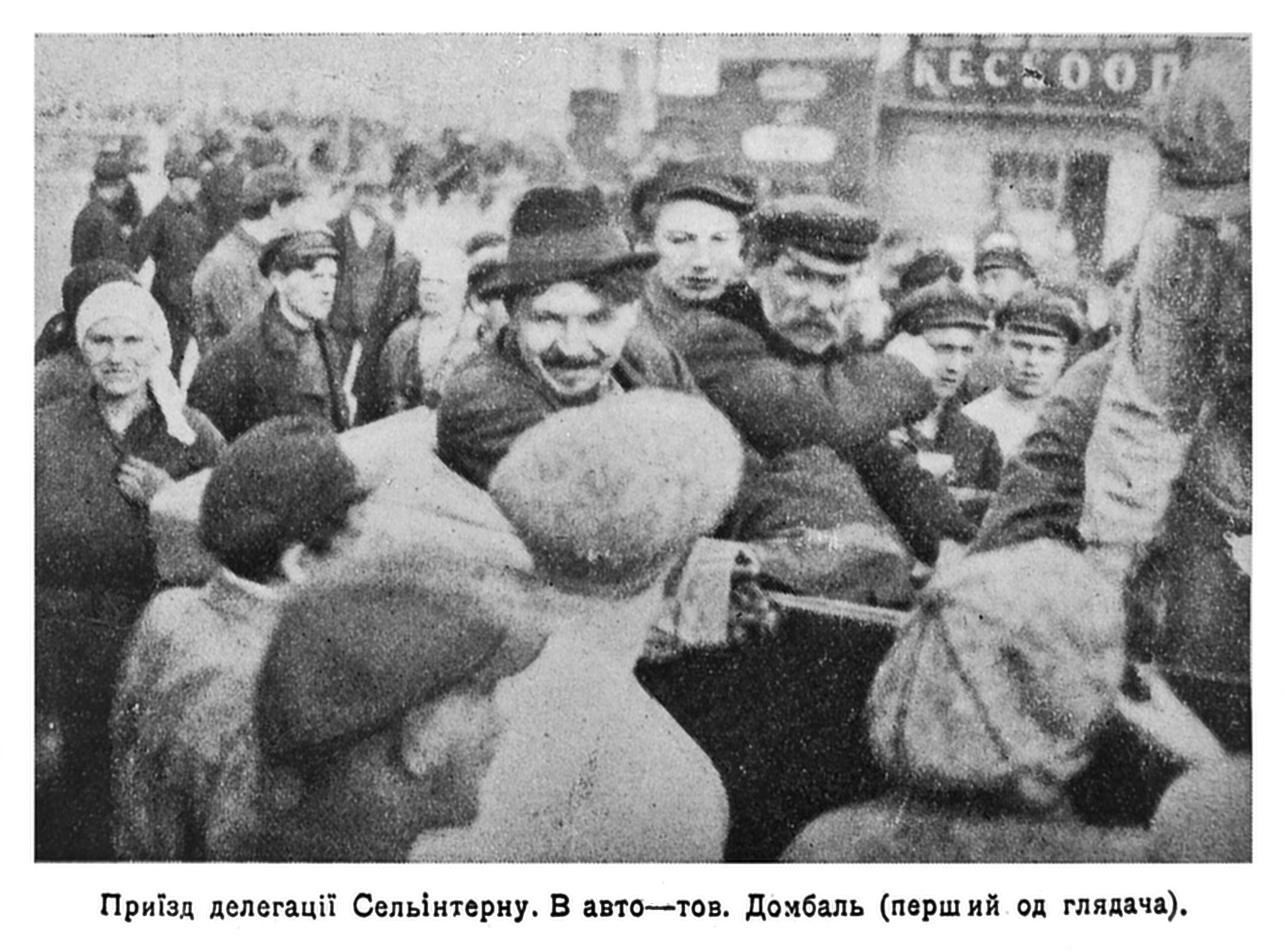
Томаш Домбаль в Киеве, 1925 год